# 아시아나국제단편영화제
아시아나국제단편영화제(영어: Asiana International Short Film Festival, AISFF)는 2003년부터 아시아나항공이 개최하고 있는 국제 경쟁 단편 영화제다. 기업이 사회 공헌 차원에서 문화 예술에 지원하는 '메세나'(Mecenat) 운동에 따라 시작되었다. 영화의 기본인 단편 영화의 중흥을 모토로 하며, 단편 영화의 대안 시장 창출도 도모한다. 신인 감독의 등용문 역할을 해왔는데 김한민, 이경미 등의 감독이 이 영화제를 거쳐갔다.
세계 최초로 여객기 내에서 열리는 기내 영화제를 동반한다. 지상에서 해당 영화제가 끝나면 수상작들은 아시아나항공의 국제선 노선에서 상영한다. 이는 대한민국에서 상영 공간이 부족한 단편 영화를 위함이다. 2012년까지 97편의 단편 영화가 기내에서 상영 되었고, 171만 명의 승객이 단편 영화를 관람했다. 2012년까지 1만5천764편의 작품이 출품되었는데, 대다수가 해외에서 출품된 작품이였다. 하지만 대한민국에서의 단편 영화와 해당 영화제에 대한 낮은 인지도는 개선해야할 점으로 남아있다.

## 역대 수상

### 2000년대

#### 제1회
| 시상 구분          | 수상작             | 감독                     |
| ------------------ | ------------------ | ------------------------ |
| 대상               | 《외로우세요?》    | 로사리오 가르시아 몬테로 |
| 심사위원 특별상    | 《재능 있는 소년》 | 신재인                   |
| 국내신인감독상     | 《아랏사》         | 황원                     |
| 아시아나고객인기상 | 《초겨울 점심》    | 강병화                   |
| 메디피디상         | 《갈치괴담》       | 김한민                   |
| 마쯔시다상         | 《앤드리스 타겟》  | 유주현                   |
| 장려상             | 《한장 더!》       | 사토시 나카네            |
| 장려상             | 《보통 사람들》    | 박생기                   |
| 장려상             | 《의리적 무투》    | 여명준                   |

#### 제2회
| 시상 구분          | 수상작                       | 감독                 |
| ------------------ | ---------------------------- | -------------------- |
| 대상               | 《엑조티코어》               | 니콜라스 프로보스트  |
| 대상               | 《잘돼가?무엇이든》          | 이경미               |
| 심사위원 특별상    | 《고요한 마니석》            | 페마 체덴            |
| 감독상             | 《망각》                     | 릴자 잉골프스도티르  |
| 아시아나고객인기상 | 《견제부자》                 | 홍성혁               |
| 애니멘터리상       | 《당신을 초대하고 싶습니다》 | 김아영               |
| 100초트레일러상    | 《로즈의 마지막 기차》       | 멜리나 핸더슨        |
| 크링상             | 《크레이븐 타이거》          | 아모스리, 플로런스헝 |

#### 제3회
| 시상 구분          | 수상작                | 감독                 |
| ------------------ | --------------------- | -------------------- |
| 대상               | 《천재소년》          | 아딧야 아싸랏        |
| 대상               | 《텐 미니츠》         | 알베르토 루이즈 로조 |
| 아시아나고객인기상 | 《사랑의 기억》       | 알윈 타이            |
| 뉴필름메이커상     | 《G-23》              | 앤서니 첸            |
| 단편의 얼굴상      | 《미성년자 관람불가》 | 박신우               |
| 애니멘터리상       | 《체임버》            | 유석현               |
| 채플린상           | 《알리스와 나》       | 미차 왈드            |
| 싸이월드상         | 《노인과 괴물》       | 문상훈, 정민철       |

#### 제4회
| 시상 구분                 | 수상작                      | 감독                   |
| ------------------------- | --------------------------- | ---------------------- |
| 대상                      | 《럭키》                    | 아비 루트라            |
| 심사위원 특별상           | 《물과 우유》               | 셀소 가르시아 로메로   |
| 뉴필름메이커상 - 해외부문 | 《물고기가 쉴 곳은 어딘가》 | 니세르 자미리          |
| 뉴필름메이커상 - 국내부문 | 《땐싱 보이》               | 배지영                 |
| 아시아나고객인기상        | 《골수팬》                  | 제프 린지              |
| 단편의 얼굴상             | 《격정 소나타》             | 최고은                 |
| 애니멘터리상              | 《허수아비의 전설》         | 마르코 베사스          |
| 채널CGV상                 | 《블랙 박스》               | 박혜진, 송현주, 윤지나 |
| 맥스무비상                | 《착한 아이》               | 강혜연                 |
| 네이버 인기상             | 《땐싱 보이》               | 배지영                 |